# Бикантов, Александр Михайлович
Александр Михайлович Бикантов (род. 16 октября 1960, Баку, Азербайджанская ССР, СССР) — российский дипломат. Чрезвычайный и полномочный посол Российской Федерации в Центральноафриканской Республике. Имеет ранг чрезвычайного и полномочного посланника 1 класса (2022).

## Биография
Родился в 1960 году. Окончил МГИМО МИД СССР в 1987 году. Владеет английским, французским и лаосским языками. На дипломатической работе с 1987 года.
В 2007—2012 годах — начальник отдела в Департаменте Африки МИД России.
В 2012—2022 годах — заместитель директора Департамента информации и печати МИД России.
С 10 января 2022 года — чрезвычайный и полномочный посол Российской Федерации в Центральноафриканской Республике.

## Дипломатический ранг
- Чрезвычайный и полномочный посланник 2 класса (16 декабря 2014)[2]
- Чрезвычайный и полномочный посланник 1 класса (10 июня 2022)[3].